# Ốc xà cừ xanh
Ốc xà cừ xanh (Danh pháp khoa học: Turbo marmoratus) là một loại ốc xà cừ trong họ Turbinidae.

## Đặc điểm
Là loài có kích thước lớn nhất trong họ Mặt trăng, dài 180 mm, vỏ dày và nặng. Mặt ngoài màu xanh, có những sọc trắng chạy theo đường gân xoắn ốc, sọc trắng bị ngắt đoạn bởi những vân màu nâu đen. Miệng ốc có 3 u lồi ở 3 góc của tam giác đều, mặt trong có xà cừa ánh màu xanh.
Chúng sống ở dưới triều, đáy cứng, nơi có rong bám. Thường sống riêng rẽ từng cá thể. Chúng phân bố ở phía Đông Ấn Độ, Australia, phía Tây các đảo Fiji. Ở Việt Nam thì ở Khánh Hòa (vịnh Văn Phong, Vũng Rô, Hòn Tre).